# Mandeism
Mandeismul, mandaismul sau mandanismul (arabă مَنْدَائِيَّ ة , Mandāʾīya sau مَنْدَعِيَّة , mandaʿīya), cunoscut și sub numele de Sabanism (arabă: صَابِئِيَّة , Ṣābiʾīyah) este o religie monoteistă și gnostică.
Numele mandeean vine de la cuvântul aramaic manda, care înseamnă „cunoștință”.  Mandeismul are multe asemănări cu iudaismul și creștinismul, fiind influențat chiar și de mediul religios iranian, datorită poziționării geografice. Este o religie care se învârte în jurul unui sistem dualist. Ea subliniază importanța salvării sufletului, care este, în esență, singurul lucru sfânt din acest univers, datorită originii sale divine. Unul dintre lucrurile care diferențiază mandeismul de alte religii gnostice este importanța acordată botezului, care nu are loc o singură dată ca la creștini, ci de mai multe ori, deoarece mandeenii sunt de părere că botezul este ritualul prin care se purifică sufletul, ajutându-l să atingă adevărata sfințenie și puritate. Dintr-o perspectivă mandeeană, Isus a fost un profet fals, iar Ioan Botezătorul este una dintre cele mai importante figuri ale acestei religii.

## Mandeenii
Adepții acestei religii, mandeenii, pun accentul pe Adam, Adel, Set, Enos, Noe, Sem, Aram și pe Ioan Botezătorul în mod special . Ei fac parte din categoria popoarelor semite, limba lor fiind un subdialect al aramaicii orientale, numit mandaică. În zilele noastre, mulți dintre aceștia au renunțat la această limbă, vorbind în general araba irakiană colocvială, sau persana modernă, mandaica rămânând mai mult o limbă liturgică. Mandeenii trăiesc de-a lungul râurilor din sudul Irakului și Khuzistanului (una dintre provinciile actualului Iran). După războiul din Irak din 2003, comunitatea mandeeniilor, care la acea vreme avea în jur de 70,000 de membri, a fost forțată să se refugieze în țările învecinate Irakului, precum Iran, Siria și Iordania, dar și în alte țări în afara orientului mijlociu. În timpul vieții liderului Sheikh Khazal în secolele XIX și XX, pe vremea când Ahwaz era un emirat autonom, mandeenii aveau parte de aceleași drepturi ca ceilalți musulmani, fie ei suniți, fie șiiți. Acest argument este sprijinit de faptul că mormântul venerat de aceștia se afla aproape de Mezan, ceea ce confirm faptul că religia lor era respectată și acceptată de liderii și de oamenii din perioada respectivă .
Ei sunt cel mai des cunoscuți în arabă sub denumirea صُبَّة (Ṣubba) (singular: Ṣubbī). Numele lor este derivat din rădăcina aramaică ce ține de ’botez’. Uneori, ei mai sunt cunoscuți și sub titlul de ’Creștinii sfântului Ioan Botezătorul’. Conform anumitor surse, unii cercetători spun că această religie ar fi apărut în jurul anilor 300 e.n. Alții sunt de părere că prezența elementelor de origine babiloniană în textele lor, utilizarea calendarului iranian și unor cuvinte ce aparțin vocabularului iranian în limba lor  ar indica faptul că ar fi apărut pentru prima dată în zona de sud vest a Mesopotamiei. O altă teorie ar fi faptul că această religie ar fi apărut undeva în zonele siriano-palestiniene . Momentan, conform unor surse, 150,000 de oameni aderă la religia aceasta.
Conform textului Haran Gawaita, un text in limba mandeenilor, această religie a fost formată de un grup de oameni numiți nasoreeni, când aceștia au părăsit Ierusalimul și s-au relocat în Mesopotamia în jurul secolului I e.n., datorită faptului că erau persecutați .
La începutul cuceririi islamice a Mesopotamiei, liderul mandeenilor, Anush, fiul lui Danqa, s-a dus să vorbească cu autoritățile musulmane și să le arate o copie a cărții lor sfinte, Ginza Rabba, explicând că profetul lor este Sfântul Ioan Botezătorului (care este la rândului lui menționat și in Coran, unde este numit Yahya Bin Zakariya). Acest lucru era o dovadă că ei sunt sabieni, așadar printre cei menționați in Coran drept fiind Ahl al-Kitāb (Oamenii Cărții) , și oferindu-le statutul legal de minoritate religioasă în cadrul imperiului islamic.

## Principii fundamentale
Conform cercetărilor lui E. S. Drower   ei urmează 9 principii fundamentale:
1. O Entitate supremă fără formă, a cărei expresie în timp și spațiu este crearea de lumi și ființe spirituale, eterice și materiale. Producția acestora este delegată de către acestă entitate unui creator sau creatorilor, care au creat Entitatea. Cosmosul este creat de Omul Arhetipal, pe care îl produce după asemănarea lui.
2. Dualitatea: un Tată și o Mamă cosmică, Lumină și Întuneric, Stânga și Dreapta
3. Ca o caracteristică a acestui dualism, contra-tipuri, o lume a ideilor.
4. Sufletul este exilat, captiv; casa și originea sa fiind Entitatea supremă la care se întoarce în cele din urmă.
5. Planetele și stelele influențează soarta și ființele umane și sunt, de asemenea, locuri de detenție după moarte.
6. Un spirit salvator sau spirite salvatoare care ajută sufletul în călătoria sa prin viață și după aceasta către „lumi de lumină”. ”
7. Un limbaj cult al simbolului și metaforei. Ideile și calitățile sunt personificate.
8. „Misterele”, adică sacramentele ajută și purifică sufletul, pentru a-i asigura renașterea într-un corp spiritual și ascensiunea sa din lumea materială. Acestea sunt adesea adaptări ale riturilor sezoniere și tradiționale existente cărora le este atașată o interpretare ezoterică.
9. Inițierea este secretă, fiindu-le accesibilă doar celor care sunt considerați capabili să înțeleagă și să tăinuiască gnoza.

Nu recunosc Sfânta Treime sub termenii de Tată, Fiul și Sfântul Duh. În locul acestora, ei fac referință la Ruha (Ruha d-Qudsha, sau Ruha Masțanita), care nu este considerată divină, ci au o perspectivă negativă asupra ei, fiind personificarea inferiorității, a emoțiilor și a elementelor feminine ale minții umane, apărând în unele ipostaze făcănd vrajitorii împreună cu humurtas (spirite feminine).
Demiurgul este numit Ptahil. Originea numelui acestuia este un topic disputant. Unii susțin că numele lui își are originile în rădăcina p-t-h, ‘a deschide’. Această rădăcină face referire la un pasaj din Ginza: 
‘Abatur s-a ridicat, a deschis poarta (Lumii Luminilor) și a privit către apele întunecate; imediat,
perechea lui. Ptahil s-a format și s-a înălțat…’
În acest pasaj, verbul folosit pentru a deschide poarta este upihta.
Cel mai probabil, acest nume provine de la cuvântul Ptah din egipteană Ptah fiind zeul Egiptului antic al arhitecturii, al fierarilor, și El, ceea ce poate fi tradus prin ‘Zeu’ sau ‘Dumnezeu’ în limbile semite.   Ptahil este descries drept un Dumnezeu cu un caracter viclean. Această trăsătură negativa a divinității este în concordanță cu multe alte religii gnostice, în care Dumnezeul religiilor monoteistice este adesea un zeu inferior Creatorului adevărat, unul care din lăcomie și ca un act de rebeliune a format universal în care trăim noi, oamenii. În unele narațiuni, Ptahil este fiul unor creaturi care sunt considerate superioare acestuia, Hibil Ziwa (cel care are control asupra lumilor de lumina) și mama acestuia, Zahriel (cea care are control asupra lumilor întunericului). Ptahil este creatorul universului nostru, folosindu-se de ajutorul altor demoni. 

## Cărți de cult
Ginzā Rbā, este una dintre cărțile sfinte ale mandeenilor. Ea este împărțită în două jumătăți: Genzā Smālā sau Ginza Stângă, și Genzā Yeminā, Ginza Dreaptă. Ginza Dreaptă conține 18 cărți, iar Ginza Stângă are 3 cărți.

### Ginza Dreaptă
- Cărțile 1 și 2, texte în proză, conțin două versiuni ale unei istorii foarte stilizate a creației și a mandeismului.
- Cartea 2 conține, de asemenea, trei mici povești anexate.
- Cartea 3 este o poezie reconstruită care dezvoltă temele creației, dar care se concentrează mai mult pe originea răului.
- Cartea 4 este un text mic, de obicei ignorat.
- Cartea 5 conține cinci texte de proză separate, primul și cel mai mare care se ocupă de o călătorie în lumea de dincolo.
- Cartea 6 ilustrează „călătoria cerească”.
- Cartea 7 constă în cuvintele lui Ioan Botezătorul.
- Cartea 8 tratează pe scurt creația și răul.
- Cartea 9: partea 1 tratează alte religii și natura Divinității; partea a 2-a se ocupă de Sfântul Unic.
- Cartea 10 se ocupă de sacrament.
- Cartea 11 tratează teme gnostice clasice și este cea mai dificil de interpretat.
- Cartea 12, împărțită în șapte părți, amestecă poezie și proză și oferă o introducere de bază a credințelor mandeene.
- Cartea 13 cuprinde o scurtă concluzie intermediară a ceea ce pare a fi versiunea originală a Ginza.
- Cartea 14, un text în proză, tratează materiale din cartea 3.
- Cartea 15 este o colecție de 21 de poezii.
- Cartea 16 conține 10 sau 11 poezii scurte, simple și directe.
- Cartea 17 conține 2 poezii destul de obscure, dar descriptive.
- Cartea 18 este o istorie a lumii plus o apocalipsă.

### Ginza Stângă
1. Cartea 1 este un text în proză format din patru părți despre procesul mântuirii, începând cu înălțarea la cer a lui Set, înaintea tatălui său Adam.
2. Cartea 2, poetică, cuprinde 28 de imnuri.
3. Cartea 3, poetică, cuprinde 62 de imnuri. Ultimele două cărți, în special a treia, par să aibă un conținut doctrinar mai rudimentar decât în Ginza dreaptă.

### Haran Gawaita
Un alt text important este Haran Gawaita, o scriptură ce spune povestea unui grup de indivizi numiti nasoreeni (preoți mandeeni) care au părăsit Ierusalimul în anul 70 e.n. și s-au mutat în imperiul Part .

### Qolusta
O altă carte ce le aparține este Qolusta (Qōlutā), ce conține o serie de rugăciuni. În mandeeană, acest cuvânt înseamnă ‘colecție’. Conține diverse rugăciuni despre botez și alte ritualuri ce țin de ascensiunea sufletului   

### Cartea Mandeeană a lui Ioan Botezătorul
Cartea Mandeeană a lui Ioan Botezătorul este o altă carte extrem de importantă pentru mandeeni. Cartea conține diverse povești ale vieții lui Ioan Botezătorul, inclusiv miracolele făcute de acesta.  

## Povestea Creației
Povestea creației în credința mandeeană are ca motiv central dualitatea specifică gnosticismului. Există o lume a Luminii (alma d-nhura), create de un Dumnezeu necunoscut, numit nukraiia (extraterestru), o creatură sublime, grea de descries, ce poartă mai multe nume: mana (Inteligență), Hiia (Viața) sau Malka d-nhura (Regele Luminii). Lumea Întunericului (alma d-hshuka) este produsul apelor întunecate, guvernată de ‘Ur și mama și soția acestuia, Ruha. Lumea a fost creată în timpul unei rebeliuni pornite de Yoshamin (a Doua Viață), si copiii acestuia, iar Ptahil, cunoscut drept a Patra Viață, pentru a submina autoritatea Lumii Luminilor, creează universul și pe Adam. Din păcate, acesta nu e capabil să îl faca pe Adam să stea pe picioarele lui, așa că mana este adusă din Lumea Luminilor și inserată în bărbat. După aceea, creaturile din Lumea Luminii au creat-o pe Hawa (Eva) să fie soția lui Adam.   Așadar, mulți mandeeni consider lumea materială, inclusiv trupul uman să aibă origini impure, dar sufletul, spus și ‘Adam-ul ascuns’, își are originea în Lumea Luminii, scopul fiind să evadeze din întuneric și impuritate. .  Botezul, pentru aceștia, are loc mult mai des decât la creștini, crezând că acest act de curățare îi va aduce mai aproape de purificare   